# Deizisau
Deizisau est une commune du Bade-Wurtemberg (Allemagne), située dans l'arrondissement d'Esslingen, dans la région de Stuttgart, dans le district de Stuttgart et à environ 20 km au sud-est de Stuttgart. Comptant environ 6700 habitants, elle est située sur le Neckar entre les villes de Plochingen et d'Esslingen am Neckar.